# تام اتکینز (هنرپیشه)
تام اتکینز (انگلیسی: Tom Atkins؛ زادهٔ ۱۳ نوامبر ۱۹۳۵) بازیگر اهل ایالات متحده آمریکا است.

## گزیده فیلمشناسی
از فیلم‌ها یا برنامه‌های تلویزیونی که وی در آن نقش داشته‌است می‌توان به آثار زیر اشاره کرد.
- کارآگاه (فیلم ۱۹۶۸) (۱۹۶۸)
- کریستی لاو را خبر کن! (۱۹۷۴)
- هاوایی فایو-او (۱۹۷۵)
- مه (فیلم ۱۹۸۰) (۱۹۸۰)
- فرار از نیویورک (۱۹۸۱)
- نمایش مورمور (۱۹۸۲)
- اسلحه مرگبار (۱۹۸۷)
- سرقت (۱۹۸۹)
- باب رابرتس (۱۹۹۲)
- فاصله قابل توجه (۱۹۹۳)
- ولنتاین خونین من (۲۰۰۹)
- رانندگی جنون (۲۰۱۱)
- ترفند (۲۰۱۹)